# Trnucha atlantská
Trnucha atlantská (Dasyatis sabina) je druh rejnoka rodu Dasyatis z čeledi trnuchovití. Obývá oblast Atlantského oceánu od Chesapeakské zátoky po Mexiko, včetně brakických a sladkovodních biotopů. Od ostatních rejnoků v této oblasti jej lze odlišit podle poměrně prodlouženého čumáku. Tento druh má z hlediska námořního rybolovu malý význam.

## Taxonomie
Trnuchu atlantskou popsal roku 1824 francouzský přírodovědec Charles Alexandre Lesueur v časopisu Journal of the Academy of Natural Sciences of Philadelphia, přičemž ji pojmenoval Trygon sabina. Svůj popis založil na poškozeném exempláři samce, jejž v rámci expedice na Floridu pořádané v roce 1817 Filadelfskou akademií přírodních věd získal americký přírodopisec Titian Peale. Od té doby různí vědci zařazovali tento druh do dnes již zastaralých rodů Pastinaca, Dasybatus (či jeho varianty Dasibatis nebo Dasybatis) a Amphotistius, které se časem staly synonymem rodu Dasyatis. Fylogenetická analýza založená na morfologii, kterou v roce 2001 provedla Lisa J. Rosenbergerová, zjistila, že trnucha atlantská patří k mnohem základnějšímu kladu tohoto rodu.

## Popis
Trnucha atlantská patří k nejmenším druhům rejnoků. Dorůstá maximálně 61 cm délky a může vážit až 4,9 kg. Její lopatovité tělo s oblými okraji je o něco širší než delší. Protáhlý čumák je poměrně dlouhý. Na spodní straně úst jsou tři poměrně velké výběžky sliznice, papily. Zuby má trnucha oblé, s rovným povrchem. Během období páření se zuby dospělých samců protahují a zašpičaťují, aby umožnily samcům zachytit se při kopulaci samice. Pilovitá hřbetní struna, táhnoucí se přes polovinu těla, přechází v dlouhý ocas připomínající bič. Jsou na něm hřbetní a břišní ploutevní záhyby. Barva je na hřbetu hnědá až hnědožlutá, světlejší u okrajů těla. Někdy se uprostřed táhne tmavý pruh. Břišní strana je bílá případně světle šedá. Ploutevní záhyby jsou žlutavé.

## Rozšíření
Tento druh obývá oblast západního Atlantského oceánu od Chesapeakské zátoky směrem k Floridě a Mexickému zálivu až po jihomexický stát Campeche. Záznamy o jeho výskytu v grenadských, surinamských a brazilských vodách jsou nevěrohodné, neboť může jít o záměnu s jinými druhy. Snáší vodu různé salinity, a dokonce i sladkou vodu. Jeho přítomnost byla potvrzena v Mississippi, v jezeře Pontchartrain a v řece St. Johns na Floridě. Trnuchy v tomto říčním systému představují jedinou stálou sladkovodní populaci příčnoústých v Severní Americe.
Tyto trnuchy žijí v mělkých pobřežních vodách s písčitým či bahnitým dnem, ústích řek a v jezerech. Dávají přednost vodám s teplotou nad 15 °C a dokáží tolerovat i teploty nad 30 °C. Ve snaze žít v teplejší vodě sezónně migrují, takže v severní části Chesapeakské zátoky se vyskytují v létě a na podzim. V zimě se stěhují do hlubších vod. Ve vnitrozemí přebývají obvykle v hloubkách 2–6 m, v moři se mohou nacházet až do 25 m.

## Potrava
Trnucha atlantská se převážně živí bezobratlými živočichy bentické zóny, jako jsou mlži, mořské sasanky, různonožci, korýši a mnohoštětinatí kroužkovci, které vyhledává pomocí svých elektrorecepčních Lorenziniho ampulí. Složení její stravy se různí podle oblasti, v níž se pohybuje. Při krmení se trnuchy staví proti proudu, který odplavuje usazeniny.
Hlavními predátory těchto trnuch jsou různé druhy žraloků, jako jsou žralok tygří a žralok bělavý. Ve sladkovodních biotopech pak aligátor severoamerický. Známými parazity pak kapřivci rodu Argulus, kteří se živí hlenem kryjícím pokožku.

## Rozmnožování
Tak jako ostatní rejnoci jsou i trnuchy atlantské živorodé. Období páření mají mořské i sladkovodní populace na Floridě od září či října do dubna, přestože ovulace přichází až koncem března či začátkem dubna. Při námluvách sleduje samec samici a kouše ji do ploutví a do těla. Před kopulací se jí zakousne do prsních ploutví, aby se přichytil a mohlo dojít ke spojení. Embrya mají až asi do 60. dne vývoje žloutkové váčky, poté jsou vyživována z matčiny dělohy (histotrofie). Po 4 až 4,5 měsících březosti se od konce července do začátku srpna rodí 1 až 4 mláďata. Jsou 10–13 cm široká. Samci trnuch žijících v moři dospívají, když tělesný disk dosáhne průměru 20 cm, samice 24 cm. Samci trnuch žijících ve sladké vodě dospívají při 21 cm a samice při 22 cm.